# Kirche Unterdorf (Zürich-Affoltern)

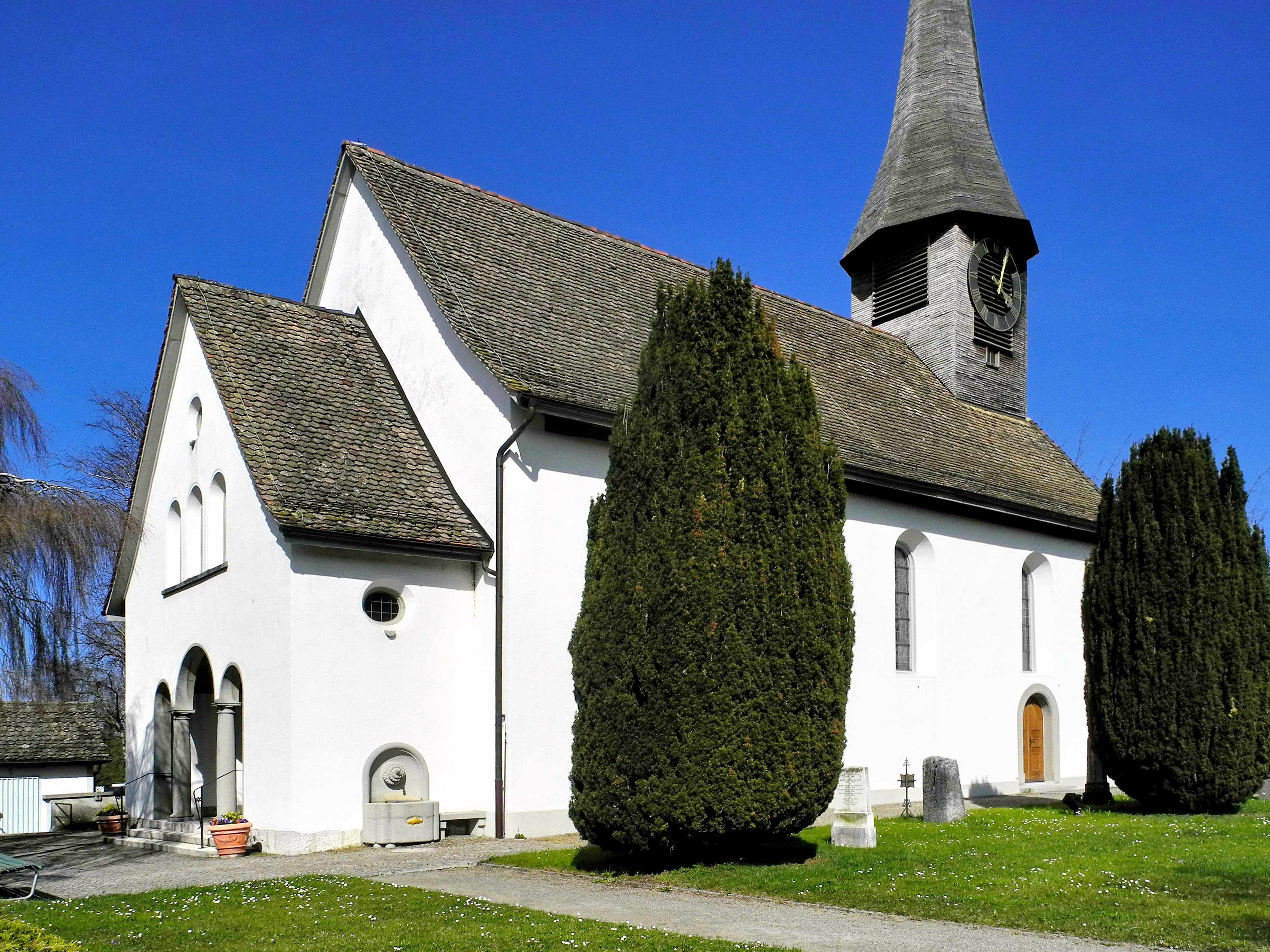
Kirche Unterdorf

Die Kirche Unterdorf ist eine evangelisch-reformierte Kirche in Affoltern, einem Quartier der Stadt Zürich. Sie steht an der Zehntenhausstrasse am Rande des historischen Ortsteils Unterdorf.

## Geschichte
Im Mittelalter war Affoltern zur Kirche Höngg kirchgenössig. Deshalb erhielten die Bewohner von Affoltern erst im Jahr 1683 eine eigene Kirche. Ihr Standort wurde so gewählt, dass die Kirche von beiden Ortsteilen Ober- und Unterdorf etwa gleich weit entfernt war. In den Jahren 1916–1917 wurde im Westen an die Kirche eine steinerne Vorhalle angebaut sowie im Chor der Kirche eine erste Orgel errichtet, wodurch das Gotteshaus für die kommenden Jahrzehnte den Bedürfnissen der Kirchgemeinde gerecht werden konnte. Als sich Affoltern jedoch ab den 1920er Jahren von einem Dorf zu einem Quartier der Stadt Zürich entwickelte, musste auch die Infrastruktur der Kirchgemeinde angepasst werden. Deshalb wurde im Jahr 1938 als Ergänzung zur mittelalterlichen Kirche Unterdorf an der Wehntalerstrasse ein Kirchgemeindehaus mit einem Saal als zweiter Gottesdienstort errichtet. In den Jahren 1971–1972 wurde dort die Kirche Glaubten als zweite reformierte Kirche von Affoltern erbaut. Heute werden die Kirche Unterdorf und die Kirche Glaubten von der reformierten Kirchgemeinde abwechselnd für die Sonntagsgottesdienste verwendet. Zusätzlich wird die Kirche Unterdorf von der Stadt Zürich als Abdankungskapelle für den an die Kirche angrenzenden Friedhof Affoltern verwendet.

## Baubeschreibung

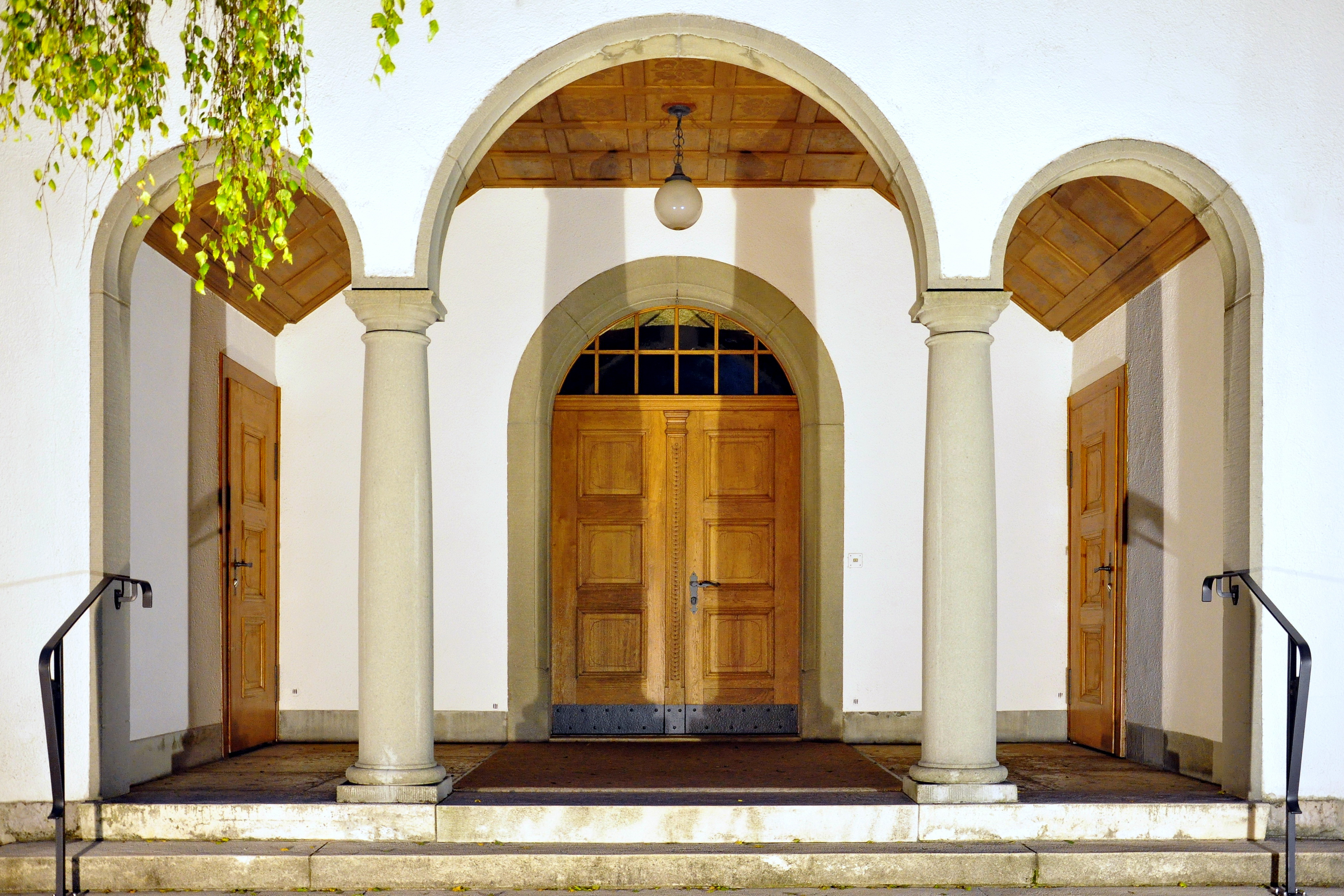
Vorhalle von 1917

Die Kirche Unteraffoltern befindet sich an der Zehntenhausstrasse in einem Gebiet, das sowohl von historischen Gebäuden als auch von Neubauten geprägt wird. Die Kirche ist geostet und besteht aus einem einschiffigen, längsrechteckigen Raum mit polygonalem Chorabschluss. Durch eine steinerne Vorhalle mit dreibogigem, offenen Zugang im Westen gelangt der Besucher ins Innere der Kirche. Dieses wird bestimmt durch die regelmässig angeordneten Rundbogenfenster. Eine kleine Empore sowie die im Chor platzierte Orgel runden die Gestaltung ab. 
Die Kirche besitzt über dem Chor einen mit Schindeln gedeckten Dachreiter. Dieser besitzt einen quadratischen Grundriss und wird durch einen hohen, achtseitigen Spitzhelm abgeschlossen. Während das abgewalmte Satteldach mit Dachziegeln besetzt ist, ist der Spitzhelm des Dachreiters geschindelt.

## Glocken
Im Dachreiter hängen drei Glocken im Tonfolge e1 — gis1 — h1. Sie wurden 1895 in der Glockengiesserei Rüetschi in Aarau gegossen.
| Glocke | Schlagton | Name     | Gewicht |
| ------ | --------- | -------- | ------- |
| 1      | e'        | Glaube   | 959 kg  |
| 2      | gis'      | Liebe    | 465 kg  |
| 3      | h'        | Hoffnung | 287 kg  |

## Orgel
Als im frühen 20. Jahrhundert in Affoltern der Wunsch nach einer Orgel aufkam, wurde 1917 durch die Firma Orgelbau Kuhn, Männedorf im Chor der Kirche eine pneumatische Membranladenorgel mit zwölf Registern auf zwei Manualen und Pedal errichtet. 1952 wurde diese erste Orgel durch ein Instrument der Firma Orgelbau Genf AG ersetzt. Dieses zweite Instrument besass 17 Register auf  zwei Manualen sowie Pedal. Im Jahr 1982 wurde diese zweite Orgel nach Winterthur in die Kapelle der Chrischonagemeinde versetzt, von wo sie in eine Kirche in der Stadt Sfântu Gheorghe in der Region Covasna, Rumänien, gelangte und dort am 31. Oktober 2009 eingeweiht wurde. An Stelle dieses zweiten Instruments erfolgte im Jahr 1984 der Bau der heutigen Orgel durch Orgelbau Kuhn AG, Männedorf. Es handelt sich um ein mechanisches Instrument mit 14  Registern auf zwei Manualen und Pedal. Es wurde am 1. Dezember 1984 eingeweiht.
| I Hauptwerk C–f3 |       |
| Prinzipal        | 8′    |
| Flöte            | 8′    |
| Prinzipal        | 4′    |
| Quinte           | 2/3′  |
| Waldflöte        | 2′    |
| Terz             | 13/5′ |
| Mixtur IV        | 1/3′  |

| II Brustwerk C–f3 |      |
| Holzgedackt       | 8′   |
| Rohrflöte         | 4′   |
| Prinzipal         | 2′   |
| Quinte            | 1/3′ |

| Pedalwerk C–f1 |     |
| Subbass        | 16′ |
| Prinzipalflöte | 8′  |
| Posaune        | 8′  |

- Koppeln: II/I, I/P, II/P